# Tíngids
Els tíngids (Tingidae) són una família de petits hemípters del subordre dels heteròpters paràsits de vegetals. De vegades se'ls denomina xinxes d'encaix per les ornamentacions del seu tegument.

## Descripció
Són de colors grisencs i de 2 a 5 mm. Tenen com a característica el cap i el disseny de la part superior de les ales. El promontori és un caputxó sobre el cap.

## Hàbits
Habita sobre vegetals, als quals parasiten. Solament en plantes herbàcies. Les més de 2.000 espècies existents són paràsites, i s'usen per al control de males herbes.

## Taxonomia
La família Tingidae inclou tres subfamílies:
- Subfamília Cantacaderinae Stål, 1873
- Subfamília Tinginae Laporte, 1832
- Subfamília Vianaidinae Kormilev, 1955